# Hammerdals distrikt
Hammerdals distrikt är ett distrikt i Strömsunds kommun och Jämtlands län. Distriktet ligger omkring Hammerdal i norra Jämtland.

## Tidigare administrativ tillhörighet
Distriktet inrättades 2016 och utgörs av socknen Hammerdal i Strömsunds kommun.
Området motsvarar den omfattning Hammerdals församling hade 1999/2000.

## Tätorter och småorter
I Hammerdals distrikt finns en tätort och tre småorter.

### Tätorter
- Hammerdal

### Småorter
- Fyrås
- Hallviken
- Sikås